# Christophe-Emmanuel Bouchet

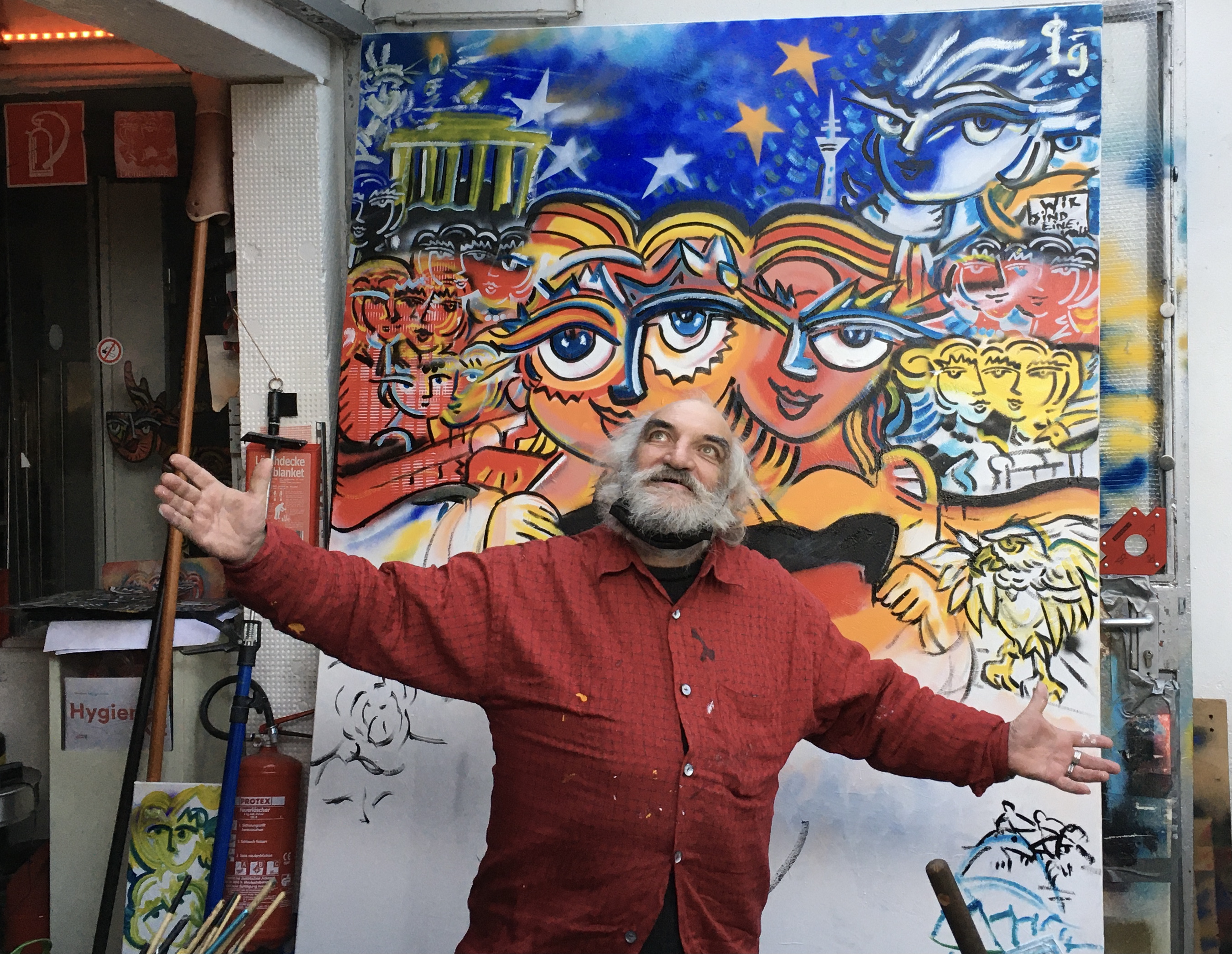
Christophe-Emmanuel Bouchet vor einem seiner für ihn charakteristischen Werke

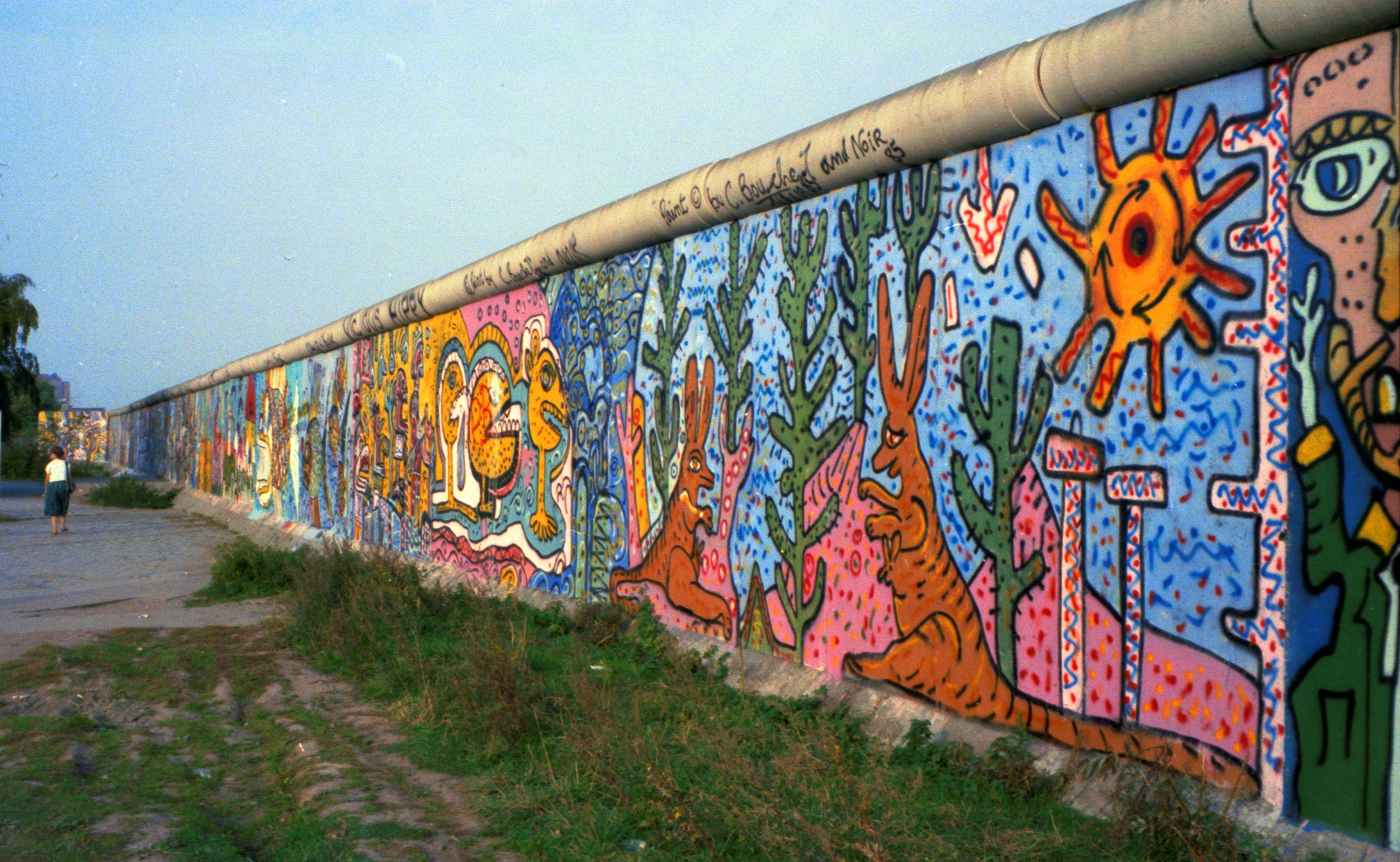
Berliner Mauer Oktober 1985, bemalt von Thierry Noir & Christophe Bouchet

Christophe-Emmanuel Bouchet (* 28. Februar 1959 in Saint-Aignan-sur-Cher; † 1. Februar 2021 in Düsseldorf) war ein französischer Maler.

## Leben
Aufgrund einer angeborenen starken Hörbehinderung lernte Bouchet kaum sprechen und ging auf keine Grundschule, sondern wurde durch seine Mutter unterrichtet. Von 1969 bis 1976 besuchte er das Gymnasium von Toulouse, wo er im Juli 1976 das Abitur ablegte. Von 1976 bis 1979 besuchte er Kunstschulen in Toulouse, Bordeaux und Paris. 1980 zog er nach Berlin um. Er bemalte gemeinsam mit seinem Freund Thierry Noir einen Teil der Berliner Mauer. Bouchet wurde 1986 zu den „bekannteren Künstler[n]“ gezählt, die neben hunderten von Laienkünstlern die Mauer bemalten. Bouchet brachte als Hommage an Marcel Duchamp ein Pissoir an der Mauer an. Er selbst meinte dazu: „Ich wollte halt ein kleines bisschen Revolution machen mit die Farbe“.
Bouchet malte auf unterschiedlichen Materialien, der ungewöhnlichste Untergrund war die Bemalung eines Rolls-Royce Silver Wraith II im Jahr 1989. Er lebte und arbeitete in Berlin, Düsseldorf und Chenonceaux in Loiretal.

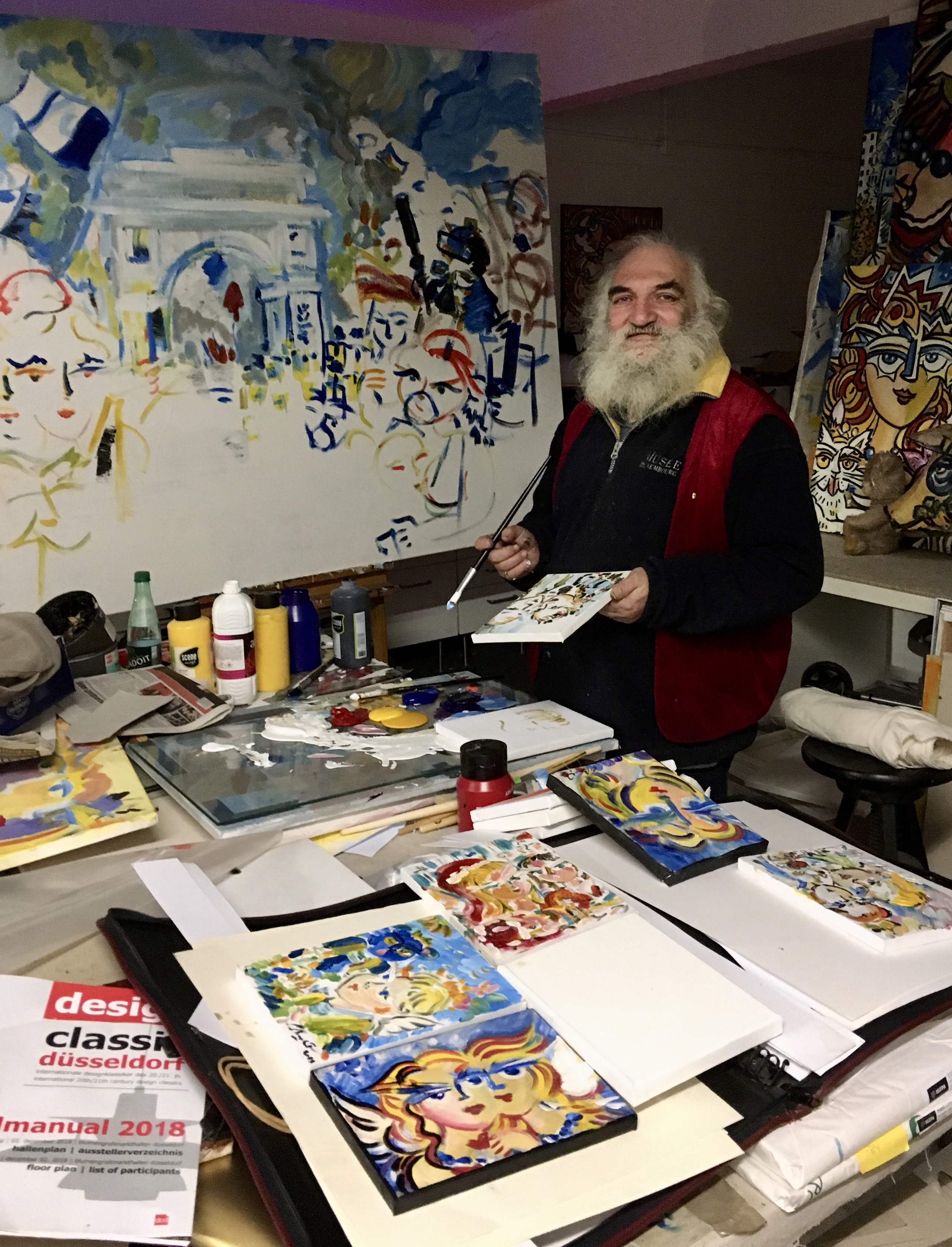
Bouchet im Atelier

Christophe-Emmanuel Bouchet wurde am 1. Februar 2021 tot im Atelier in Düsseldorf aufgefunden.

## Ausstellungen (Auswahl)
- 1988: Ausstellung im Bundesministerium für Arbeit, Bonn
- 1989: Performance an der Berliner Mauer „Cut The Wall“
- 1994: Ratinger Hof, Düsseldorf
- 1998: Galerie am Museum am Checkpoint Charlie, Berlin
- 2006: mit Thierry Noir: Mauerart, Galerie IPP (Max-Planck-Institut für Plasmaphysik, Greifswald), Ankündigung
- 2015: Art-Liberté, parvis gare de l’Est, Paris France. Avec Thierry Noir, L7M, Kiddy Citny, Jeff Aérosol, Jérôme Mesnager etc etc...